# Ograżden
Ograżden (maced. i bułg. Огражден) – pasmo górskie na Półwyspie Bałkańskim, na granicy Macedonii Północnej i Bułgarii. Od wschodu ogranicza je rzeka Struma, a od południa i południowego zachodu rzeka Strumica, za którą znajduje się pasma Bełasica. Na północy dochodzi do pasma Małeszewski Płanini, a na północnym zachodzie do pasma Płaczkowica. 
Najwyższym szczytem jest Ograżden (1744 m) znajdujący się w Macedonii Północnej. Najwyższym szczytem w Bułgarii jest Biłska Czuka (1644 m). Inne ważniejsze szczyty to: Krkan (1564 m), Karamatija (1489 m) i Rabusz (1465 m).

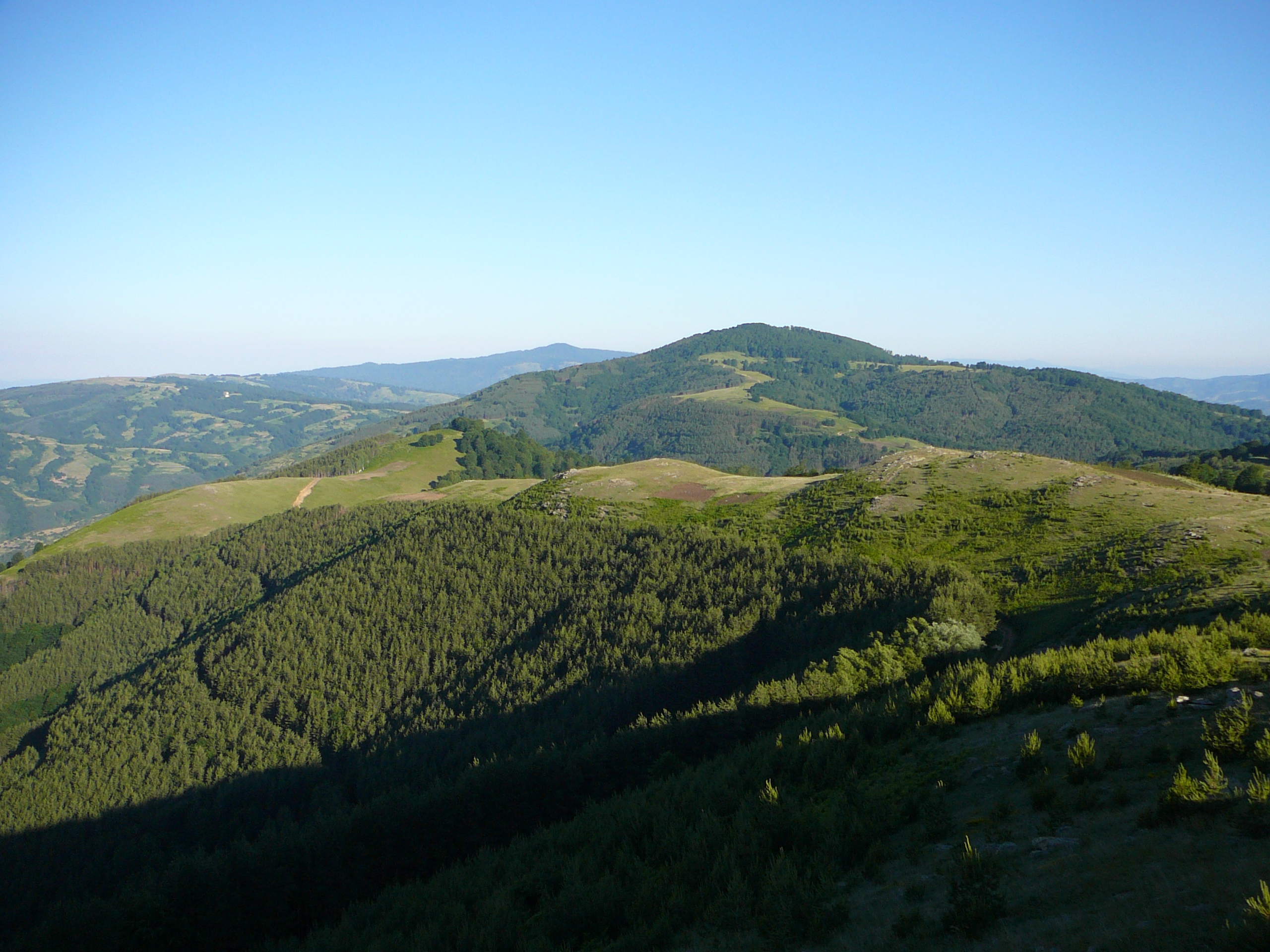
Biłska Czuka

Pasmo zbudowane jest z gnejsów, granitów i łupków krystalicznych. 